# Triángulo
Triángulo (lit. Triângulo) é uma telenovela mexicana produzida por Ernesto Alonso para Televisa e exibida pelo Canal de las Estrellas entre 3 de agosto e 20 de novembro de 1992.
Foi protagonizada por Daniela Castro e Eduardo Palomo, com as atuações antagônicas de Kenia Gascón, Guillermo García Cantú, Patricia Reyes Spíndola, Rocío Sobrado, e Luz María Jerez, e as atuaçôes estrelares dos primeiros atores Julieta Egurrola, Enrique Lizalde, Roberto Antúnez e Humberto Elizondo.

## Enredo
Sara é uma jovem ingénua e dócil, que vive com seu pai Salvador que está casado com Virginia, que tem duas filhas de seu anterior casal, Nina e Rosaura, esta última casada com o importante engenheiro Iván Villafranca. Tanto Virginia como Rosaura vivem maltratando a Sara. Ao contrário de sua irmã e mãe, Nina trata Sara como sua irmã.
Sara e sua melhor amiga Doris estudam Enfermaria, já que Salvador está na ruína e isto não lhe permite a sua filha estudar uma melhor carreira, e Salvador vive culpando à família Villafranca de sua má situação.
Iván Villafranca, é um bom homem e esposo que ama a Rosaura, mas ela descobre que não pode ter filhos; e para que Iván não a deixe, faz-lhe achar que é ele quem não pode.
Por outro lado, Sara conhece a David Villafranca, o irmão de Iván, e apaixona-se dele apesar da oposição de todos. No entanto, David, que sempre está falando mau de seu irmão a Sara, só quer se aproveitar dela; e em quanto a faz sua, a abandona a sua sorte. Iván quer que seu irmão sente cabeça e o ameaça com o mandar a Brasil junto com seu primo, Willy, para que deixe essa má vida que está a levar. David aceita ir-se para não ter que lhe responder a Sara, que descobre que está a esperar um filho dele.
Arcadio Villafranca, pai de Iván e David, é assassinado por Mariana, uma amiga que a família Villafranca tinha acolhido, e Salvador é arguido do crime e condenado a prisão. Dom Basilio, o cunhado de Arcadio, descobre a verdade e encarrega-se de que Mariana seja castigada, mas oculta a verdade por temor ao escândalo. Desesperada, Sara decide ligar para Iván (a quem ainda não conhece pessoalmente) para lhe pedir ajuda, e se leva uma grande surpresa ao ver que Iván, aparte de ser muito atraente, é um homem bom que está disposto à ajudar, muito diferente ao que David lhe tinha feito crer. No entanto, a ajuda chega muito tarde: Salvador desesperado suicidou-se na prisão.
Sara fica sozinha e desabrigada e pede novamente ajuda a Iván, que se enfurece com seu irmão por deixá-la estando grávida, e lhe promete a Sara que fará voltar a David para que se case com ela, mas chegam mais más notícias de Brasil: tanto David como Willy têm morrido. A família entra em crise, e Iván decide proteger a Sara, que sofre um grande impacto. É então quando a Sra Ana, mãe de Iván e David, decide levar a Sara a viver à casa dos Villafranca, ante a moléstia de Rosaura e a alegria de Iván.
Rosaura e Iván decidem adoptar um menino para completar sua família. A malvada Rosaura decide aproveitar a chegada de Sara, manipulando-a e consegue convencê-la de que lhes entregue ao menino em adoção. Desesperada e vendo que Iván é um grande homem, Sara aceita, mas deixa bem claro que somente lhe está a entregar seu filho a Iván. Quando o menino nasce é reconhecido por Iván como um Villafranca.
Rosaura começa a portar-se a cada vez pior, e isso faz que Iván comece a se apaixonar de Sara. Num princípio, Iván não quer reconhecer seus sentimentos, mas finalmente se dá conta que se apaixonou dela. Sara também começa a sentir algo por ele e cedo iniciam um romance a escondidas de todos. Quando o engano de sua mulher se descobre, Iván se divorcia dela e decide lhe pedir casal a Sara pese a que não está muito convencido de que ela tenha deixado de querer a David. Sara aceita, mas cedo a seu ao redor começam a tecer-se redes de intrigas, já que sua amiga, Doris, que na verdade sempre tem invejado a Sara, também se apaixonou de Iván e quer evitar que se casem.
Inesperadamente, David e Willy reaparecem vivos. Os dois tinham sido feitos prisioneiros e submetidos a tortura por uns selvagens. David, muito decidido, diz que se vai casar com Sara e exige reconhecer a seu filho. Iván, que não sabe muito bem o que vai fazer, cai numa depressão quando Sara volta aceitar a David.
Mais tarde descobre-se um grande segredo familiar: Iván é adotado. David não duvida em lhe o jogar em cara e lhe exigir que renuncie ao apellido Villafranca e à herança de seu pai. Iván aceita afastar da família, mas Ana diz-lhe que para ela ele é e sempre será seu filho. Também seu tio Basilio lhe dá apoio a Iván, lhe dizendo que foi ele quem levantou a empresa quando se arruinou, que tem trabalhado muito por ela e tem todo o direito a sua parte; e ademais que Arcadio decidiu que ele era seu filho e que ninguém poder-lhe-ia a tirar esse direito. Sara também defende a Iván contra David e o conforta, e o convence de que regresse com sua família. Finalmente, Sara reconcilia-se com Ivan e David se vai da casa a morar com Doris.
Quando já a felicidade parece estar de regresso, Doris inteira-se de que ao parecer Iván e seu tio Basilio sabiam que a verdadeira assassina do sr. Arcadio foi Mariana e lho conta a David. Para destruir a seu irmão, David leva a cabo uma última maldade: diz-lhe a Sara que Iván ocultou que seu pai era inocente. No meio da discussão, David sofre uma crise depressiva. Sara fica furiosa com Ivan, o insulta e o deixa apesar que dele se defende e lhe  jura que não sabia nada, mas Sara não acredita nele e se vai da casa levando a seu filho. Basilio oferece para falar com Sara para dizer-lhe que ele foi o único que escondeu a verdade, mas Iván, derrotado, diz-lhe que é melhor deixar as coisas desse jeito e decide mudar-se para o Brasil. Max, o melhor amigo de Iván, também trata de convencer a Sara de que escute a Iván, mas ela se nega. Iván parte a Brasil e despede-se de David, que vai ser internado numa casa para doentes mentais. Rosaura, que tem descoberto que tem câncer, também é submetida a tratamento.
Passa o tempo, e David recupera-se totalmente de sua crise. Sua mãe diz-lhe que tem que regressar à casa, porque Iván volta de Brasil e quer o ver. David aceita, e todos recebem a Iván com muito carinho. Ivan vai procurar Sara, mas ele a vê vir de seu trabalho com um amigo, mas ele acredita que o homem é seu namorado, e se vai sem ela vê-lo.
A sra Ana chama a Sara para dizer-lhe que está de regresso em México e para lhe pedir que a deixe ir ver a seu neto, mas não lhe diz que Iván tem regressado. Mas Nina diz-lhe que Iván se está de regresso, mas ela lhe diz que se fosse assim ele já tê-la-ia procurado. Então Sara chama á sra Ana e diz-lhe que se quer ela pode levar ao menino. Rosaura, que se recuperou de seu câncer, também se inteirou do regresso de Iván e decide reconquistá-lo. Cita-se a comer com ele e lhe diz que o tentem de novo, mas Iván lhe diz que já não sente o mesmo por ela. Quando Sara chega de visita com seu filho, David tenta a convencer de que volte com ele e de que agora sim fá-la-á feliz. Enquanto conversam, chega Iván e Sara diz-lhe que precisa falar com ele de algo muito importante. David sobe a falar com sua mãe, que está com o menino, e este recusa a David quando trata de se acercar e isso o entristece.
Sara e Iván conversam no jardim, em onde ela lhe diz que deveu lhe ter crido mas que a morte de seu pai a deixou muito machucada, mas que depois se arrependeu do ter deixado. Finalmente ela lhe pede perdão a Iván, lhe declara seu amor e ele lhe diz que também a ama e se beijam, enquanto seu filho corre a seus braços.

## Elenco
- Daniela Castro - Sara Granados Rojas[1]
- Eduardo Palomo - Iván Villafranca Linares
- Guillermo García Cantú - David Villafranca Linares
- Patricia Reyes Spíndola - Virginia Verti de Granados
- Enrique Lizalde - Salvador Granados
- Julieta Egurrola - Ana Linares de Villafranca
- Humberto Elizondo - Arcadio Villafranca
- Kenia Gazcón - Rosaura Granados Verti
- Claudia Ramírez - Nina Granados Verti
- Rocío Sobrado - Doris Fernández
- Luz María Jerez - Mariana Armendariz
- Thelma Dorantes - Alicia
- Amparo Garrido - Isabel Armendariz
- Roberto Antúnez - Basilio Linares
- Juan Ignacio Aranda - Willy Linares
- Luis Xavier - Max Alponte
- Adalberto Parra
- Claudio Báez - Augusto

## Equipe de produção
- Roteiro original: María Zarattini.
- Adaptação: Irma Ramos.
- Tema musical: “Entre tú y yo”.
- Intérprete: Chantal Andere.
- Música original: Pedro Alberto Cárdenas.
- Produção musical: Juan Diego Fernández.
- Cenografia: José Contreras.
- Ambientação: Patricia de Vicenzo.
- Técnico de iluminação: Sergio Treviño.
- Coordenação de produção: Raúl Román.
- Diretor de segunda unidade: Sergio Muñoz
- Diretor de câmaras: Víctor Soto
- Produtora sócia: Guadalupe Cuevas
- Diretor: Arturo Ripstein
- Produtor: Ernesto Alonso.

## Prêmios e indicações

### Prêmio TVyNovelas de 1993
| Categoria                 | Nominado(a)             | Resultado |
| ------------------------- | ----------------------- | --------- |
| Melhor atriz protagonista | Daniela Castro          | Indicada  |
| Melhor ator protagonista  | Eduardo Palomo          | Indicado  |
| Melhor ator antagonista   | Guillermo García Cantú  | Indicado  |
| Melhor atriz principal    | Patricia Reyes Spíndola | Indicada  |
| Melhor ator principal     | Enrique Lizalde         | Indicado  |
| Melhor atriz coadjuvante  | Julieta Egurrola        | Indicada  |
| Melhor ator coadjuvante   | Roberto Antúnez         | Indicado  |
| Melhor ator juvenil       | Eduardo Palomo          | Indicado  |
| Revelação feminina        | Kenia Gazcón            | Indicada  |

### Prêmio ERES de 1993
| Categoria                 | Indicado(a)                    | Resultado |
| ------------------------- | ------------------------------ | --------- |
| Melhor tema de telenovela | Chantal Andere “Entre tú y yo” | Indicada  |